# Овчинников Юрій Анатолійович
Юрій Анатолійович Овчинников (2 серпня 1934, Москва, тепер Російська Федерація — 17 лютого 1988, Москва) — радянський вчений в галузі біоорганічної хімії, директор Інституту біоорганічної хімії імені М. М. Шемякіна АН СРСР, віцепрезидент АН СРСР. Член Центральної Ревізійної комісії КПРС у 1976—1981 роках. Кандидат у члени ЦК КПРС у 1981—1988 роках. Депутат Верховної Ради Російської РФСО 9—11-го скликань. Доктор хімічних наук (1966), професор (1970). Член-кореспондент Академії наук СРСР (з 26.11.1968). Академік Академії наук СРСР (з 24.11.1970). Академік Всесоюзної академії сільськогосподарських наук імені Леніна (з 1985). Герой Соціалістичної Праці (25.06.1981).

## Життєпис
Народився в родині авіаційного інженера. Його батько, Анатолій Іванович Овчинников, заступник головного інженера авіаційного заводу, в 1942 році був репресований: засуджений за звинуваченням у зраді Батьківщині і антирадянській агітації та розстріляний. Мати з трьома малолітніми дітьми опинилася в Сибіру. Дитячі та шкільні роки Юрія пройшли в місті Красноярську.
У 1952 році після закінчення середньої школи із золотою медаллю вступив на хімічний факультет Московського державного університету імені Ломоносова (МДУ), який закінчив у 1957 році. У 1957—1960 роках — аспірант при хімічному факультеті МДУ.
З 1960 року працював в Інституті хімії природних сполук Академії наук СРСР (в 1974 році перейменований в Інститут біоорганічної хімії імені М. М. Шемякіна). Був молодшим, з 1963 року — старшим науковим співробітником. У 1961 році захистив кандидатську дисертацію, в 1966 році став доктором хімічних наук.
Член КПРС з 1962 року.
У 1970—1988 роках — директор Інституту біоорганічної хімії імені М. М. Шемякіна АН СРСР.
Одночасно у 1974 — 17 лютого 1988 року — віцепрезидент АН СРСР.
Йому вдалось переконати генерального секретаря ЦК КПРС Леоніда Брежнєва у важливості розробки наступальних біологічних озброєнь, завдяки чому в 1973 році було створено всесоюзне науково-виробниче об'єднання «Биопрепарат», яке служило публічним прикриттям для таємної програми зі створення та виробництва біологічних озброєнь в Радянському Союзі.
Того ж року був серед числа академіків АН СРСР, котрі підписали лист науковців у газету «Правда» з засудженням «поведінки академіка А. Д. Сахарова».
З 1972 року — професор Московського державного університету імені Ломоносова, завідувач лабораторії хімії білка Інституту білка АН СРСР. З 1982 року — завідувач кафедри фізико-хімічної біології і біотехнології Московського фізико-технічного інституту.
Указом Президії Верховної Ради СРСР від 25 червня 1981 року за видатні заслуги в розвитку біологічної науки та підготовці наукових кадрів Овчиннікову Юрію Анатолійовичу присвоєно звання Героя Соціалістичної Праці з врученням ордена Леніна і золотої медалі «Серп і Молот».
У 1985—1988 роках — генеральний директор Міжгалузевого науково-технічного біохімічного об'єднання «Біоген».
З 1985 року — голова правління Центральної ради Всесоюзного добровільного товариства боротьби за тверезість.
Опублікував понад 500 наукових праць. Засновник найбільшої радянської наукової школи в галузі біоорганічної хімії білків.
Член європейської академії наук, мистецтв і літератури (Франція, 1980), Всесвітньої академії наук і мистецтв (Швеція, 1985), Міжнародного інституту фізики і хімії (Бельгія, 1977), почесний член Німецької академії натуралістів «Леопольдіна» (НДР, 1973), іноземний член академії наук НДР (1976), Болгарської академії наук (1976), Чехословацької академії наук (1980), Індійської національної академії наук (1981), академії наук Угорщини (1983), Королівської академії точних, фізичних і природних наук (Іспанія, 1983), Шведської Королівської академії інженерних наук (1985), Сербської академії наук і мистецтв (1985), академії сільськогосподарських наук НДР (1986), Барселонської академії наук і мистецтв (Іспанія, 1985). Почесний доктор університетів і інститутів Польщі, Франції, Швеції, Болгарії, Іспанії, Перу, НДР. Почесний член наукових товариств Японії, США, Югославії, Куби, Великої Британії. Президент Федерації Європейських біохімічних товариств (1984—1986).
Помер 17 лютого 1988 року від прогресуючої хвороби кісткового мозку. Похований в Москві на Новодівочому цвинтарі (ділянка 10).

## Нагороди і звання
- Герой Соціалістичної Праці (25.06.1981)
- три ордени Леніна (17.09.1975; 25.06.1981; 2.08.1984)
- орден Трудового Червоного Прапора (1988)
- орден «Полярна зірка» (Монголія) (1982)
- орден Кирила і Мефодія І ст. (Болгарія) (1977)
- медаль «100-річчя визволення від османського ярма» (Болгарія) (1978)
- медаль «За доблесну працю. В ознаменування 100-річчя з дня народження Володимира Ілліча Леніна» (1970)
- медалі
- Ленінська премія (1978)
- Державна премія СРСР (1982)
- Премія імені Карпінського (1979)
- Премія імені М. М. Шемякіна АН СРСР (1980)
- Премія Уряду Російської Федерації в галузі науки і техніки (1996, посмертно)